# Freddie, agent secret
Pour plus de détails, voir Fiche technique et Distribution.
Freddie, agent secret (Freddie as F.R.0.7) est un film d'animation britannique écrit et réalisé par Jon Acevskîet sorti en 1992.

## Synopsis
À Londres, des monuments historiques se mettent à disparaître les uns après les autres. Désemparé, le gouvernement britannique se décide à agir en faisant appel au meilleur agent secret français : Freddie, alias F.R.0.7.

## Fiche technique
- Titre : Freddie, agent secret
- Autre titre : Freddie la grenouille
- Titre original : Freddie as F.R.O.7.
- Réalisation : Jon Acevski
- Scénario : Jon Acevski et David Ashton
- Musique : David Dundas et Rick Wentworth
- Photographie : Rex Neville
- Montage : Mick Manning et Alex Rayment
- Production : Jon Acevski et Norman Priggen
- Société de production : Hollywood Road Films et Motion Picture Investments
- Société de distribution : Gaumont (France), Miramax (États-Unis)
- Pays :  Royaume-Uni
- Genre : Animation, aventure, comédie, espionnage et fantastique
- Durée : 91 minutes
- Dates de sortie : 
  -  États-Unis : 19 juin 1992
  -  France : 17 octobre 1996

## Distribution
- Ben Kingsley (V. F. : Thierry Wermuth) : Freddie
- Edmund Kingsley (V. F. : Marine Boiron) : Freddie jeune
- Jenny Agutter (V. F. Michèle Buzynski) : Daffers
- Brian Blessed (V. F. Jacques Richard) : El Supremo
- Billie Whitelaw (V. F. Laure Sabardin) : Messina
- John Sessions (V. F. Richard Leblond) : Scotty
- Phyllis Logan (V. F. Dominique Vallée) : Nessie
- Nigel Hawthorne (V. F. Philippe Dumat) : Brigadier G (le "Général")
- Michael Hordern (V. F. Raoul Guillet) : le père de Freddie
- Prunella Scales (V. F. Danièle Hazan) : la mère de Freddie
- Victor Maddern (V. F. Maurice Decoster) : le vieux corbeau
- Bruce Purchase (V. F. Eric Etcheverry) : le commandant
- Jonathan Pryce (V. F. : Jean Barney) : Trilby
- Adrian Della Touche (VF : Jean Barney) : le narrateur

## Réception
Sorti en août 1992, Freddie, agent secret n’a généré que 1 119 368 $ de recette (soit l’équivalent d’environ 100 000 entrées). Un score plus que modeste, qui peut s’expliquer par le fait que le long-métrage a été produit par une société indépendante (Hollywood Road Film Productions), dont le « poids marketing » n’est évidemment pas le même qu’une société comme la Walt Disney Pictures. Qui plus est, l’année 1992 est au cœur de ce que l’on a coutume d’appeler le « second âge d’or » des studios Disney, une période durant laquelle sont sortis des longs-métrages tels la Petite Sirène, Aladdin ou Le Roi lion. Freddie, agent secret est d’ailleurs paru peu de temps après l’un des plus gros succès du studio, qui n’est autre que la Belle et la Bête (sorti en novembre 1991).
Par ailleurs, le film a été pauvrement accueilli par la critique. Et il n’a pas bénéficié de plus d’indulgence de la part des spectateurs : sur l’IMDb, son appréciation globale ne dépasse pas 4,8/10 (sur une base de 312 avis). Sur le site anglophone Rotten Tomatoes, Freddie, agent secret ne s’est vu attribuer aucune critique, preuve que le long-métrage a connu un réel échec Outre-Manche. Sur Allociné, en revanche, les internautes lui attribuent une moyenne de 3/5, sans être significative toutefois étant donné que seules quatre critiques sont recensées.

## Bande originale
- George Benson et Patti Austin – I’ll keep your dreams alive
- Phyllis Logan – Shy Girl
- Grace Jones – Evilmainya
- Asia – Lay down your arms
- Boy George – Fear not the sword my son
- Holly Johnson – FR 07

## Autour du film
- Si Freddie, agent secret est le titre officiel du long-métrage, les internautes utilisent souvent le titre Freddie la grenouille pour le nommer. Dans la base de registre du site Allociné, c’est d’ailleurs ce second titre qui est employé.
- Dans la version française, c’est Thierry Wermuth qui prête sa voix au personnage de Freddie. Une voix qui est sans nul doute familière étant donné que le comédien a également doublé Tintin dans la série animée de 1992, ou encore James Van Der Beek dans Dawson.
- Le film est sorti en France sous support VHS, puis il a été réédité en DVD sous le titre Freddie la grenouille. La version proposée est plus courte (67 minutes) et possède un nouveau montage, lequel n'est pas du tout fidèle à l'esprit du long-métrage original. Les dialogues ont également été remaniés, alors que la version française a été remplacée par une version québécoise, le tout étant d'une très mauvaise qualité.